# Cod ATC A02
Codul ATC A02 Medicamente pentru tulburări legate de secreția acidă este o parte a sistemului de clasificare anatomică, terapeutică și chimică a medicamentelor, un sistem dezvoltat de către Organizația Mondială a Sănătății (OMS) pentru clasificarea medicamentelor și a altor produse medicinale. Subgrupul A02 este o parte a grupului A Tract digestiv și metabolism.
Codurile pentru preparatele de uz veterinar sunt create prin alipirea literei Q în fața codului ATC corespunzător produsului pentru uz uman; de exemplu, QA02. 

## A 02 A Antiacide

### A 02 AA Compuși demagneziu
A 02 AA 01 Carbonat de magneziu
A 02 AA 02 Oxid de magneziu
A 02 AA 03 Peroxid de magneziu
A 02 AA 04 Hidroxid de magneziu
A 02 AA 05 Silicat de magneziu
A 02 AA 10 Combinații

### A 02 AB Compuși dealuminiu
A 02 AB 01 Hidroxid de aluminiu
A 02 AB 02 Algeldrat
A 02 AB 03 Fosfat de aluminiu
A 02 AB 04 Carbonat sodic de dihidroxialuminiu
A 02 AB 05 Acetoacetat de aluminiu
A 02 AB 06 Aloglutamol
A 02 AB 07 Glicinat de aluminiu
A 02 AB 10 Combinații

### A 02 AC Compuși decalciu
A 02 AC 01 Carbonat de calciu
A 02 AC 02 Silicat de calciu
A 02 AC 10 Combinații

### A 02 AD Combinații și complexe cu compuși dealuminiu,calciu,magneziu
A 02 AD 01 Săruri în combinații
A 02 AD 02 Magaldrat
A 02 AD 03 Almagat
A 02 AD 04 Hidrotalcit
A 02 AD 05 Almasilat

### A 02 AF Antiacide cu antiflatulente
A 02 AF 01 Magaldrat și antiflatulente
A 02 AF 02 Săruri în combinații și antiflatulente

## A 02 B Medicamente pentruulcerpeptic și boală de reflux gastro-esofagian(antiulceroase)

### A 02 BA Antihistaminice H2
A 02 BA 01 Cimetidină
A 02 BA 02 Ranitidină
A 02 BA 03 Famotidină
A 02 BA 04 Nizatidină
A 02 BA 05 Niperotidină
A 02 BA 06 Roxatidină
A 02 BA 07 Ranitidină citrat de bismut
A 02 BA 08 Lafutidină
A 02 BA 51 Cimetidină, combinații
A 02 BA 53 Famotidină, combinații

### A 02 BBProstaglandine
A 02 BB 01 Misoprostol
A 02 BB 02 Enprostil

### A 02 BCInhibitori ai pompei de protoni
A 02 BC 01 Omeprazol
A 02 BC 02 Pantoprazol
A 02 BC 03 Lansoprazol
A 02 BC 04 Rabeprazol
A 02 BC 05 Esomeprazol
A 02 BC 06 Dexlansoprazol
A 02 BC 07 Dexrabeprazol
A 02 BC 08 Vonoprazan
A 02 BC 53 Lansoprazol, combinații
A 02 BC 54 Rabeprazol, combinații

### A 02 BD Combinații pentru eradicareaHelicobacter pylori
A 02 BD 01 Omeprazol, amoxicilină și metronidazol
A 02 BD 02 Lansoprazol, tetraciclină și metronidazol
A 02 BD 03 Lansoprazol, amoxicilină și metronidazol
A 02 BD 04 Pantoprazol, amoxicilină și claritromicină
A 02 BD 05 Omeprazol, amoxicilină și claritromicină
A 02 BD 06 Esomeprazol, amoxicilină și claritromicină

### A 02 BX Alte medicamente pentru ulcer peptic și boală de reflux gastro-esofagian
A 02 BX 01 Carbenoxolonă
A 02 BX 02 Sucralfat
A 02 BX 03 Pirenzepină
A 02 BX 04 Clorură de metiosulfonium
A 02 BX 05 Subcitrat de bismut
A 02 BX 06 Proglumid
A 02 BX 07 Gefarnat
A 02 BX 08 Sulglicotid
A 02 BX 09 Acetoxolonă
A 02 BX 10 Zolimidină
A 02 BX 11 Troxipid
A 02 BX 12 Subnitrat de bismut
A 02 BX 13 Acid alginic
A 02 BX 51 Carbenoxolonă, combinații exclusiv psiholeptice
A 02 BX 71 Carbenoxolonă, combinații cu psiholeptice
A 02 BX 77 Gefarnat, combinații cu psiholeptice

## A 02 X Alte medicamente pentru tulburări legate de acid
Nelistate